# BHM T 279
Der zweiachsige Dieseltriebwagen T 279 der Nebenbahn Bruchsal-Hilsbach-Menzingen, heute VT 3 der Eurovapor, wurde von der Deutschen Eisenbahn-Betriebsgesellschaft (DEBG) beschafft und gehört heute der Museumseisenbahn Kandertalbahn.
Er wurde 1928 aus einer zahlenmäßig nicht bekannten Serie heraus vom Zwickauer Fahrzeugfabrik, vormals Schumann AG in Werdau als Versuchsfahrzeug für die Deutsche Reichsbahn gebaut, wurde jedoch von der Reichsbahn nicht abgenommen. Der Triebwagen wurde mehrfach umgebaut.

## Geschichte und Einsatz

### Vorgeschichte
Die Sächsische Waggonfabrik GmbH beteiligte sich in den 1920er Jahren mit einer eigenen Konstruktion am Triebwagenmarkt, die in zwei Varianten, in einer alten und der neuen Bauart gefertigt wurde. Die Triebwagen der neuen Bauart wurden von der Deutschen Reichsbahn nicht abgenommen.
Über den bis heute erhaltenen ehemaligen BHM T 279 der DEBG existieren keine Daten aus der Anfangszeit. Bekannt ist lediglich der Vermerk, dass er als Versuchsfahrzeug im Raum Berlin und Mitteldeutschland tätig war.

### DEBG

#### BHM T 279
Die ersten Betriebsdaten des Triebwagens mit der Fabriknummer 30949 sind der Nebenbahn Bruchsal-Hilsbach-Menzingen (BHM) 1935 bekannt. Bevor der Triebwagen hier eingesetzt werden konnte, erhielt er bei der Dessauer Waggonfabrik eine Zweimotorenanlage. Dabei soll der Fehler passiert sein, dass der Triebwagen beim Aufpressen der Räder solche mit unterschiedlichen Durchmesser erhielt, weswegen es zu einigen Achsbrüchen kam.
Auf dem Streckenast nach Menzingen soll sich der Triebwagen gut bewährt haben, während er auf dem Streckenabschnitt nach Hilsbach durch die Steigungen nur bedingt einsatzfähig gewesen sein soll. Ab 1940 konnte der Triebwagen wegen eines defekten Achsantriebes nur noch in Umläufen ohne Anhänger verwendet werden. Nach dem Zweiten Weltkrieg löste der Triebwagen 1953 bei der Bahnstrecke Voldagsen–Delligsen den VEE VT 1 ab und erhielt die Betriebsnummer VT 3. Er wurde nach 1956 vom DEBG VT 107e ersetzt. Der Triebwagen wurde daraufhin auf weiteren Strecken der DEBG in Süddeutschland unter der bekannten Betriebsnummer eingesetzt. 1960 erfolgte ein weiterer Umbau in einen Schlepptriebwagen.

### SWEG VT 3
1963 wurde der Triebwagen von der SWEG Südwestdeutsche Landesverkehrs-AG übernommen und weiter auf deren Strecken eingesetzt. Es existiert zudem ein Bild des Einsatzes des Triebwagens auf den Bahnstrecken Wiesloch–Meckesheim und Wiesloch Stadt–Waldangelloch (WMW-Bahnen). Der Triebwagen wurden auf den Strecken der SWEG, zuletzt 1983 auf der Kandertalbahn, eingesetzt.

### EUROVAPOR VT 3
Seit 1985 ist der Triebwagen bei der EUROVAPOR eingestellt und von dieser weiterhin als VT 3 bezeichnet. Er führt seitdem Museumsfahrten auf der Kandertalbahn durch. Als einer der ältesten erhaltenen Triebwagen Deutschlands ist er ein Anschauungsobjekt für die Fahrzeugtechnik in Deutschland.

## Konstruktive Merkmale

### Ursprungsausführung
Der Wagenkasten war nach der sogenannten schweren Bauart gefertigt worden. Auf dem mit Länge über Puffer 13.920 mm langen genieteten Untergestell war der Wagenkasten aufgesetzt, der als hölzernes Kastengerippe mit vernieteter Stahlblechverkleidung ausgeführt war. Der Wagenkasten besaß beidseitig Einstiege in die Endräume. An den leicht eingezogenen Stirnseiten befanden sich die Führerstände, die vom Fahrgastabteil durch Schiebetüren getrennt waren. Der in Fahrtrichtung hintere Führerstand konnte als Gepäckraum verwendet werden. In der Ursprungsausführung besaßen die Stirnfronten drei Scheiben.
In der Ursprungsausrüstung war der Benzolmotor mit dem Getriebe in einem separaten Motortragrahmen gelagert, mit der Antriebsachse so ähnlich wie bei dem Tatzlager-Antrieb verbunden und unter dem Hauptrahmen aufgehängt. Bei einer Revision konnte die Maschinenanlage, nachdem sie auf einem zusätzlichen Hilfsradsatz abgestützt wurde, nach unten abgesenkt werden. Die Anordnung der Kraftübertragung war bei diesem Fahrzeug noch Antriebsmotor-Hauptkupplung-Wendegetriebe-Schaltgetriebe. Das Schaltgetriebe war gleichzeitig als Achsgetriebe ausgeführt. Die Abgangsräder waren auf der Antriebsradachse gelagert. Durch diese Anordnung wurden die von der Achse ausgehenden Stöße ungefedert auf das Schaltgetriebe übertragen und verursachten Schäden. Die Schaltung des Getriebes wurde mit Druckluft durchgeführt. Nach Unterbrechung der Kraftübertragung durch die Hauptkupplung wurde die Schaltklaue des gewünschten Ganges eingerückt.
Der Motor war wassergekühlt und hatte zwei Kühlerblöcke, die an den Stirnseiten des Wagens untergebracht waren. Zusätzlich hatte er noch zwei Kühler auf dem Wagendach an den Stirnseiten.

### Umbaumaßnahme 1935
Bei der ersten Umbaumaßnahme in der Dessauer Waggonfabrik änderte sich der Wagenkasten nur unwesentlich. Die Dachkühler wurden entfernt und der Triebwagen mit einem Dreilicht-Spitzensignal ausgerüstet.
Die Maschinenanlage wurde in eine Zweimotorenanlage mit je einem Dieselmotor und einem angeflanschten Mylius-Getriebe geändert. Der Dieselmotor war ein Daimler-Benz OM 67 mit einer Leistung von 95 PS. Die Lackierung des Triebwagens war zweifarbig.

### Umbaumaßnahme 1960
Bei der Umbaumaßnahme in einen Schlepptriebwagen wurde die Karosserie geändert. Die Stirnfront erhielt zwei Frontscheiben, wobei der Triebwagenführer seinen Arbeitsplatz auf der linken Seite hatte. Im Fahrgastraum wurden Polstersitze eingebaut. In dieser Form ist der Wagen im Museumsverkehr anzutreffen.
Die Maschinenanlage wurde erheblich verändert. Der Triebwagen erhielt im Austausch luftgekühlte Motoren KHD A8L714 und als Getriebe Strömungsgetriebe, die als Besonderheit noch einen Strecken- und einen Rangiergang besitzen. Zudem wurden die Achsgetriebe getauscht. Dadurch wurde die Leistung des Triebwagen auf 2 × 154 PS vergrößert.
Durch diesen Umbau verlor der Triebwagen sein historisches Aussehen und ist von der Maschinenanlage ein relativ modernes Fahrzeug mit einer Karosserie, die noch in Niettechnik hergestellt wurde. Maßliche Differenzen zwischen dem Rahmen und der Maschinenanlage machten Nacharbeiten erforderlich, welche den Umbau wesentlich verteuerten.
Nach dem Umbau lief der Triebwagen zunächst in roter Farbgebung, außerdem präsentierte er sich in hellblau/hellbraun, in dunkelbraun, heute (2023) ist er mit den Reichsbahn-Farben rot/beige unterwegs.
Nach der Fahrsaison 2019 erhielt der Triebwagen eine Hauptuntersuchung mit einer gründlichen Aufarbeitung, besonders der Dieselmotoren. Nach einer erfolgreich abgeschlossenen Probefahrt am 3. Dezember 2022 gilt er wieder als offiziell betriebsfähig und konnte am 15. Dezember 2022 bei Pendelfahrten im Raum Kandern offiziell eingesetzt werden. Für den Betrieb steht der Triebwagen nun für die nächsten sechs Jahre zur Verfügung.